# The Vast of Night
The Vast of Night es una película de ciencia ficción estadounidense de 2019 dirigida por Andrew Patterson y protagonizada por Sierra McCormick y Jake Horowitz. La película está escrita por Andrew Patterson (bajo el seudónimo de James Montague) y Craig W. Sanger. Se estrenó en el Festival de Cine Slamdance en enero de 2019. Amazon Studios adquirió los derechos de distribución de la película y la lanzó el 29 de mayo de 2020, incluidos los cines en los Estados Unidos y a través de video a pedido en Prime Video. La trama de la película se basa libremente en el incidente ovni de Kecksburg y las desapariciones de Foss Lake.

## Argumento
En la década de 1950, en Cayuga, Nuevo México, el disc-jockey adolescente Everett ayuda a preparar un partido de baloncesto de la escuela preparatoria. Él y su amiga Fay prueban su nueva grabadora, y Everett luego la acompaña a su trabajo como operadora de centralita telefónica antes de empezar su propio turno de noche en la emisora de radio WOTW. Fay escucha el programa de Everett, que es interrumpido por una misteriosa señal de audio. Tras recibir llamadas sobre un extraño fenómeno "relacionado con el viento" procedente del cielo, escucha la misma señal a través de la línea telefónica; sus conexiones se interrumpen cuando llama a sus amigos para comentar acerca de la señal. Fay llama a Everett, quien pide a sus oyentes información sobre la señal, la cual re-transmite en directo.
Un hombre llamado Billy llama al programa de radio y Everett lo pasa al aire. Billy explica que sirvió en el ejército y que fue trasladado a un lugar altamente secreto en el desierto. Advertido de que hablar del proyecto clasificado "pondría en peligro a su país", él y el resto del personal construyeron un gran búnker subterráneo para albergar un enorme objeto desconocido. Al alejarse de la instalación, escuchó la misma señal inexplicable en la radio del avión. Billy desarrolló una afección pulmonar que cree que fue causada por su estancia en el desierto y se enteró de otros casos de militares que enterraron cargas similares en lugares secretos, donde se escuchó la misma señal. Explica que el sonido parece ser una señal de comunicación, que a veces se transmite más alto de lo que podría volar cualquier objeto hecho por el hombre.
La llamada se interrumpe brevemente, pero Billy vuelve a llamar y revela que él y el resto del personal elegido para estos proyectos eran todos negros o mexicanos, para asegurarse de que era menos probable que el público les creyera. Un amigo suyo consiguió grabar la señal y envió copias a Billy y a otras personas que trabajaban en los proyectos; una de esas cintas se entregó a un miembro de las Fuerzas Aéreas en Cayuga, ya fallecido. Fay se da cuenta de que sus cintas fueron entregadas a la biblioteca local y las roba. La llamada de Billy se corta, pero Everett y Fay encuentran la grabación original  de la señal misteriosa y la emiten, pero de repente la estación de radio se queda sin energía. Corren a la oficina de la centralita telefónica, donde Fay recibe numerosos informes de "algo en el cielo", y se encuentran con Gerald y Bertsie, una pareja que ha estado conduciendo en busca de lo que describen como un objeto volador no identificado. Una anciana llamada Mabel llama y se ofrece a proporcionar más información sobre la señal.
Everett y Fay van a casa de Mabel, donde la encuentran recitando un mensaje en un idioma desconocido. Con Everett grabando su conversación, Mabel afirma que los fenómenos que se ven por la ciudad son naves espaciales, pilotadas por extraterrestres que utilizan su mensaje para hipnotizar y abducir a los humanos. Cree que los alienígenas se dirigen a personas aisladas y sospecha que los alienígenas son responsables de sembrar conflictos en la humanidad, desde el alcoholismo hasta la guerra. Mabel pide que la lleven a la nave alienígena para reunirse con su hijo, que fue abducido hace años. Poco convencido, Everett se marcha con Fay, que pasa a por su hermanita Maddie, y son recogidos por Gerald y Bertsie. Everett reproduce la grabación de Mabel con el mensaje alienígena, que hace que Gerald y Bertsie entren en trance y casi se estrellen. Tras el espeluznante incidente, Everett y Fay entran en pánico y huyen con Maddie al bosque.
Al abrirse paso por el bosque, encuentran varios árboles y ramas carbonizados, y detectan una gran abertura sobre las copas de los árboles, como si un objeto se hubiera estrellado a través de ella. Everett reconoce con cautela que los alienígenas son reales y que pueden estar al acecho, lo que les hace correr a él y a Fay hasta llegar a un claro. Los dos se toman un momento para recuperar el aliento, pero se dan cuenta de la verdad cuando ven un platillo volador flotando cerca, silenciosamente. Observan con asombro cómo la nave espacial se une a una enorme nave nodriza en el cielo, y el viento comienza a arremolinarse a su alrededor. En otro lugar, el público abandona el partido de baloncesto, pero Everett, Fay y Maddie han desaparecido. Sólo quedan sus huellas y la grabadora.

## Producción
Según su director, la película surgió de una de las ideas que tuvo en los últimos diez años, y que era simplemente: "1950 en blanco y negro. Nuevo México, aterrizaje de ovnis". Patterson escribió el guion con Craig W Sanger, aunque registró el guion bajo el seudónimo de James Montague, quien también figura como productor. 
Patterson financió la película él mismo con las ganancias de su trabajo produciendo comerciales y cortometrajes, entre otros para el equipo de baloncesto Oklahoma City Thunder. Se rodó en tres o cuatro semanas a un coste de $700.000.
La localización principal del rodaje fue Whitney, Texas, durante el otoño de 2016. La ciudad fue seleccionada después de buscar en muchas ciudades, hasta encontrar la que tuviera un gimnasio adecuado. Uno de los detalles de época era conseguir que la línea de tres puntos de la cancha de baloncesto fuera eliminada, lo que tuvo un costo de producción de $20.000. Además, se encontraron conmutadores telefónicos todavía en funcionamiento, como los que se utilizaban en los años 50. Patterson tardó un año en editar la película.

## Lanzamiento
Después de ser rechazada por 13 festivales, la película se estrenó en el Festival de Slamdance de 2019, para luego ser proyectada en varios festivales más.
Amazon Studios adquirió la película en septiembre de 2019 y la premier se lanzó el 6 de febrero de 2020. La película se estrenó en cines a nivel nacional en EE. UU. el 15 de mayo de 2020, y en Amazon Prime el 29 de mayo.

## Premios y reconocimientos
En el Festival de Cine Slamdance de 2019, ganó el Premio del Público a la Mejor Película Narrativa. En el Festival Internacional de Cine de Toronto de 2019  fue nombrada finalista del Premio People's Choice en una de sus categorías. Ganó el Premio del Jurado en el Festival de Cine Overlook 2019, así como y un Premio Especial de Fotografía en el Festival Internacional de Cine Hamptons 2019. Fue nominada al Mejor Primer Guion en los Premios Independent Spirit y a Mejor Película Internacional en el Festival Internacional de Cine de Edimburgo 2019. 